# 西流江
西流江（或稱西流崗）位於香港新界北區東北部，在印洲塘海岸公園附近，荒郊僻靜，沒有車路可至，但環境優美。從前是一條繁盛的村落，多達過百人居住，不過時至今天，大多居民已遷離甚至移民海外，在2018年，剩下六位老人家居住，村長是郭六。 原名犀牛頭江，有「犀牛望月」的故事︰三椏嶺是牛身，嶺前二丘是牛角，西北礁脈烏派是牛舌，對岸了哥岩之白草灣正對其口，石灘之西臂乃牛左前腳。此牛昂首側身西向，因而得名。
此地為一半島形長臂，有一小型公眾碼頭，西流江住的村民，持有禁區紙，可搭乘吉澳至沙頭角碼頭的街渡，出入方便，但因人口實在太少，吉沙街渡不經西流江已逾10年，村民唯有靠自家用來捉魚的小艇出入。
該處從前有一所漁類統營處西流江漁民子弟學校，不過由於學生不足，已於1988年合併於沙頭角中心小學。
該處是新界東北行山徑的主要途經地，可以前往谷埔、南涌、新娘潭等地。
2012年3月29日，西流江一個養魚排，在早上近八時半，發現魚排一個魚網遭人破壞，30公斤養魚被偷走，損失約8,000元，警方接報到場調查，無人被捕，列作盜竊案處理。
2017年7月，政府刊憲將三幅位於芬箕托、西流江及南山附近的郊野公園「不包括的土地」，納入各自的郊野公園範圍。其中芬箕托及西流江的「不包括的土地」納入船灣郊野公園。
2018年9月，颱風山竹肆虐西流江村，用木造的村屋不堪一擊，不是被吹毀，就是被吹至屋頂漏水，魚袋也被大浪沖走。村民堅持不離棄家園，只期望能有一個較穩固的居所，免再遭受巨風威脅。而由鄉議局主席劉業強牽頭籌款的救災基金，決定撥款約240萬元重建西流江村屋，計劃10月底展開工程，村民年底前可望入住新家園。 西流江村的重建工作於短短兩個月內完成，其竣工儀式由鄉議局主席劉業強主持。

## 外部連結
- 西流江 （页面存档备份，存于） 郊野樂行
- 西流江-遠足行山資訊 （页面存档备份，存于）
- 西流江‧山上行 （页面存档备份，存于）